# Anna Wierzbowska
Anna Wierzbowska, née le 8 décembre 1990 à Cracovie, est une rameuse d'aviron polonaise.

## Carrière
Elle participe aux Jeux olympiques d'été de 2016 à Rio de Janeiro, terminant dixième en deux sans barreur avec sa sœur Maria Wierzbowska.
Elle est médaillée d'argent en quatre sans barreur aux Championnats d'Europe d'aviron 2017 à Račice.